# Шипотеле (Констанца)
Шипотеле (рум. Șipotele) насеље је у Румунији у округу Констанца у општини Делени. Oпштина се налази на надморској висини од 41 m.

## Становништво
Према подацима из 2002. године у насељу је живело 564 становника.

### Попис2002.
| Расподела становништва по националности 2002.‍ | Расподела становништва по националности 2002.‍ | Расподела становништва по националности 2002.‍ | Расподела становништва по националности 2002.‍ | Расподела становништва по националности 2002.‍ |
| --------------------------------------------- | --------------------------------------------- | --------------------------------------------- | --------------------------------------------- | --------------------------------------------- |
|                                               |                                               |                                               |                                               |                                               |
| Румуни                                        | Румуни                                        |                                               | 551                                           | 97,9%                                         |
| Роми                                          | Роми                                          |                                               | 5                                             | 0,9%                                          |
| Турци                                         | Турци                                         |                                               | 7                                             | 1,2%                                          |